# ISport International

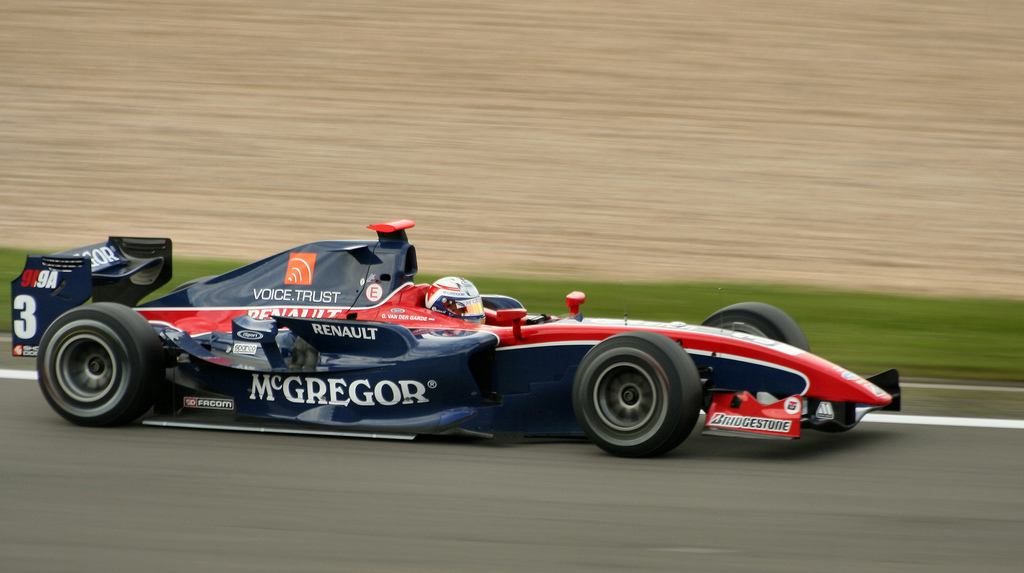
Giedo van der Garde, 2009.

iSport International est une écurie britannique de sport automobile.

## Historique
L'écurie a été fondée en 2004 par d'anciens membres du Petrobras Junior Team (satellite de Williams, vainqueur du championnat 2000 de F3000 avec Bruno Junqueira).
Pour sa première saison, l'écurie intègre le tout nouveau championnat GP2. Il obtient les no 1 et 2 pour ses pilotes Scott Speed et Can Artam. Avec cinq podiums, l'Américain termine troisième et l'écurie quatrième du championnat.
L'année suivante, iSport engage Ernesto Viso qui remporte deux victoires et termine sixième du championnat. L'autre baquet est confié au Français Tristan Gommendy qui sera remplacé par Timo Glock (transfuge de BCN Competicion). L'Allemand remporte deux courses et termine à la quatrième place du championnat. L'écurie monte sur le podium des équipes.
En 2007, Glock rempile et, avec cinq victoires, remporte le titre avant de réintégrer la Formule 1 chez Toyota. Son coéquipier, l'Autrichien courant sous licence émiratie, Andreas Zuber, termine neuvième (1 victoire). iSport décroche le titre par équipes.
Pour la saison suivante, iSport accorde sa confiance à Bruno Senna qui, avec deux victoires, termine vice-champion derrière Giorgio Pantano. Son coéquipier, l'Indien Karun Chandhok, remporte une victoire et finit dixième au général. L'écurie est de son côté vice-championne derrière Campos Racing.
En 2009, le Néerlandais Giedo van der Garde remporte trois courses et finit septième du championnat. Diego Nunes, lui, n'est que 20e. L'équipe descend à la cinquième place.

## Palmarès
- 2007 : champion GP2 pilote et écurie
- 2008 : vice-champion GP2 pilote et écurie

## Résultats en GP2 Series
| Saison | Châssis | Moteur     | Pilotes                                  | GP disputés | Victoires | Pole positions | Podiums | Records du tour | Points inscrits | Classement |
| ------ | ------- | ---------- | ---------------------------------------- | ----------- | --------- | -------------- | ------- | --------------- | --------------- | ---------- |
| 2005   | Dallara | Mecachrome | Scott Speed Can Artam                    | 23          | 0         | 1              | 5       | 5               | 69,5            | 4e         |
| 2006   | Dallara | Mecachrome | Ernesto Viso Tristan Gommendy Timo Glock | 21          | 4         | 0              | 8       | 2               | 30              | 3e         |
| 2007   | Dallara | Mecachrome | Timo Glock Andreas Zuber                 | 21          | 6         | 5              | 13      | 6               | 118             | Champion   |
| 2008   | Dallara | Mecachrome | Karun Chandhok Bruno Senna               | 20          | 3         | 3              | 9       | 1               | 95              | 2e         |
| 2009   | Dallara | Mecachrome | Giedo van der Garde Diego Nunes          | 20          | 3         | 0              | 4       | 0               | 42              | 5e         |
| 2010   | Dallara | Mecachrome | Oliver Turvey Davide Valsecchi           | 20          | 1         | 2              | 7       | 0               | 78              | 5e         |
| 2011   | Dallara | Mecachrome | Sam Bird Marcus Ericsson                 | 18          | 0         | 1              | 5       | 1               | 70              | 4e         |